# Carrer de Sant Víctor del Pou
El carrer de Sant Víctor del Pou és un carrer del municipi d'Artés (Bages) que és una obra inclosa en l'Inventari del Patrimoni Arquitectònic de Catalunya.

## Descripció
El carrer està obert al sector de tramuntana de l'antiga vila d'Artés, i en direcció al sector de llevant (NE) del poble vell; és un carrer format per cases de dos o tres pisos d'alçària que comuniquen directament amb un dels eixos moderns: la carrereta de Sant Fructuós de Bages a Avinyó. És un carrer comercial que reprodueix un model de façana típic: baixos aprofitats per comerços i pisos superiors amb obertures de balcons i finestres, més o menys simètriques.

## Història
El carrer del Pou va començar a néixer a finals del segle xix, i especialment a començaments del s.XX com una natural prolongació del nucli antic d'Artés, que s'anava estenent cap al pla fruit del creixement industrial i agrícola que experimentà el poble; fou, aleshores, quan apareixien les primeres cases plurifamiliars de pisos centrades al peu de la vila i del nucli antic.